# Мястото
„Мястото“ (на италиански: „Il posto“) е филм на Ермано Олми от 1961 година с участието на Лоредана Дето, Тулио Кежиш и Сандро Пансери.

## Сюжет
Доменико е млад човек от предградията, който се надява да получи работа в голяма компания. За мястото се конкурират двадесетина души от най-различна възраст, но той успява да премине изпита и го приемат на работа. Всеки ден трябва да пътува в метрото и да прекарва цял ден в огромно бюрократично учреждение сред колеги, които са работили там цял живот и прекарали целия си живот на бюрото. На фона на откровената бедност в семейството си той постоянно слуша как му е провървяло и е получил работа за цял живот.

## В ролите
| Изпълнител     | Роля             |
| -------------- | ---------------- |
| Лоредана Дето  | Антониета Мазети |
| Тулио Кежиш    | Психолог         |
| Сандро Пансери | Доменико Кантони |
| Гуидо Спадеа   | Портиоли         |
| Мара Ревел     | Възрастна жена   |